# Pereira (El Pino)
Pereira (llamada oficialmente San Miguel de Pereira) es una parroquia y un lugar español del municipio de El Pino, en la provincia de La Coruña, Galicia.

## Entidades de población
Entidades de población que forman parte de la parroquia:
- Alvarín
- Alvite
- Cimadevila
- Amenal (O Amenal)
- Pereira (A Alta de Pereira)
- Vilachá
- Ameneiral (O Ameneiral)
- Castro (O Castro)
- A Iglesia (A Igrexa)

## Demografía

### Parroquia
| Gráfica de evolución demográfica de Pereira (parroquia) entre 2000 y 2019 |
|                                                                           |
| Datos según el nomenclátor publicado por el INE.                          |

### Lugar
| Gráfica de evolución demográfica de Pereira (lugar) entre 2000 y 2019 |
|                                                                       |
| Datos según el nomenclátor publicado por el INE.                      |